# PLACE (鹿児島)
株式会社PLACE（プレイス）は鹿児島県鹿児島市に本社を置く企業。カルチュア・コンビニエンス・クラブやファミリーマート、フィットネスクラブジョイフィットのフランチャイジーの一つ。

## 概要
1963年にニチデン商事（ニチデンしょうじ）にて設立され、2006年に現在の商号へ変更した。本坊グループのサナス（旧日本澱粉工業）の子会社である。ちなみに本坊グループの一つである本坊商店の関連会社に南九州ファミリーマートが存在する。
2020年現在、鹿児島市においてTSUTAYA4店舗やファミリーマート2店舗、ジョイフィット2店舗、宮崎県都城市にジョイフィット1店舗の運営を行っている。

## 沿革
- 1963年（昭和38年）2月4日 - ニチデン商事として設立。
- 2006年（平成18年）2月1日 - 現在の社名に商号変更。

## 店舗
2020年現在の運営店舗

### TSUTAYA
TSUTAYA城西店
ファミリーマートPLACE城西店との複合店舗。
TSUTAYA田上店

### ファミリーマート
ファミリーマートPLACE城西店
TSUTAYA城西店との複合店舗。以前は隣接していたが、2011年12月2日のリニューアルオープンに伴い1階がBooksTSUTAYAと併設となった。
ファミリーマート米盛病院店

### ジョイフィット
JOYFIT24真砂本町
2006年開店。
JOYFIT24鹿児島天文館
JOYFIT都城